# マーカス・デュ・ソートイ

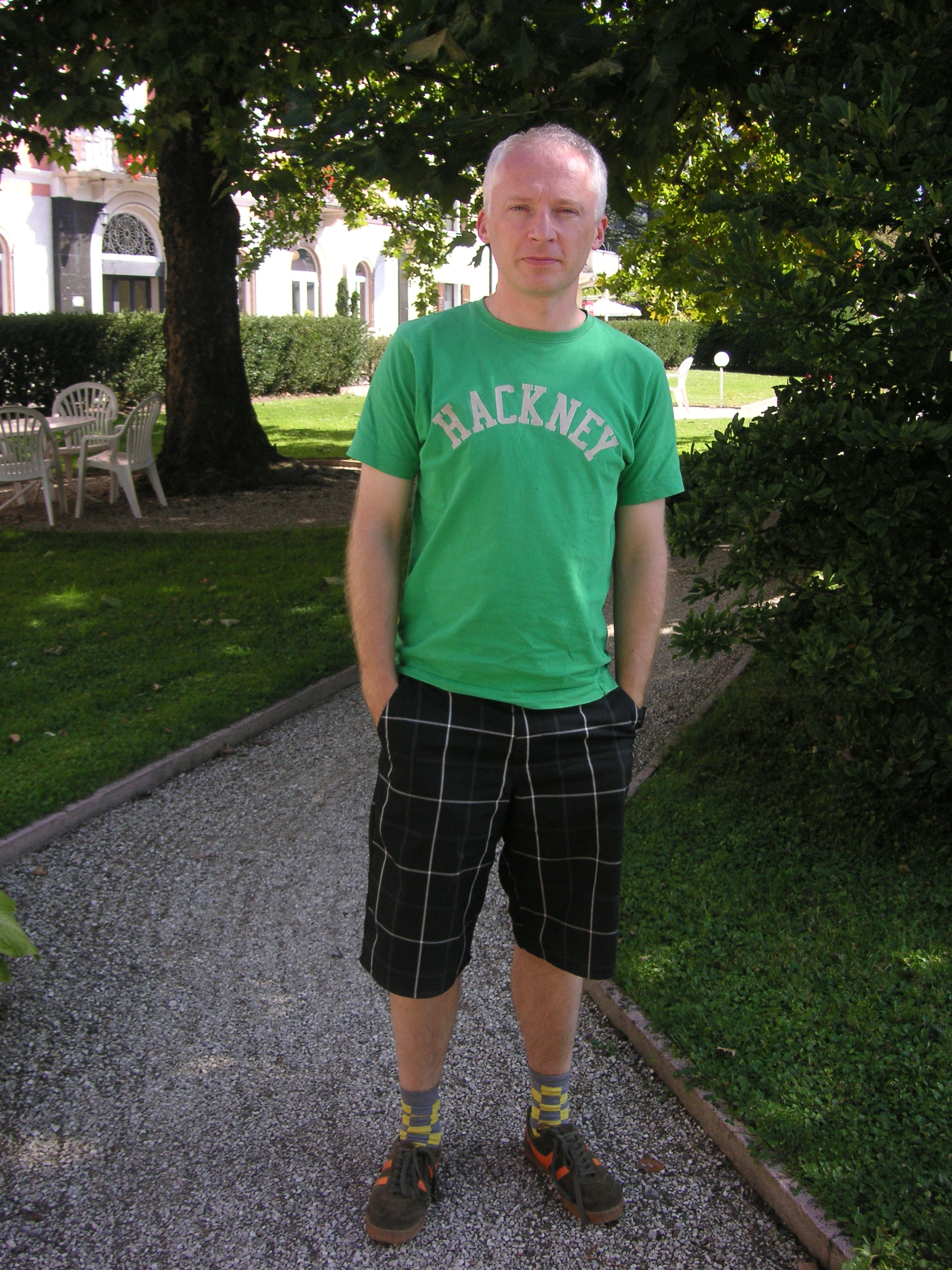
マーカス・デュ・ソートイ（2007年）

マーカス・デュ・ソートイ（Marcus P.F. du Sautoy, 1965年8月26日 - ）は、イギリスの数学者、群論学者、数学啓蒙家、著作家。ロンドン生まれ。オックスフォード大学数学研究所教授。ニュー・カレッジのフェロー。

## 経歴
- オックスフォード大学卒業。
- ワダム・カレッジのダニエル・シーガルの指導で博士号取得。
- ケンブリッジ大学でサイモン・ノートン（英語版）に群論を学ぶ。
- オール・ソウルズ・カレッジおよびワダム・カレッジのフェロー。
- モチーフ積分論（英語版）（群論と幾何学をつなぐ理論）を創始（フランソワ・レゼ（英語版）と）[1]。
- 2001年　ベリック賞受賞。
- オクスフォード大学数学研究所教授、ニュー・カレッジのフェロー。
- 前王立協会リサーチャー
- 2006年　クリスマス・レクチャー講師
- 2008年　オックスフォード大学「科学啓蒙のためのチャールズ・シモニー教授職」第2代教授（初代はリチャード・ドーキンス）
- 2009年 マイケル・ファラデー賞受賞
- 2010年　大英帝国勲章（OBE）
- 2016年 王立協会フェロー

## 著書
- 『素数の音楽』 冨永星訳、新潮社〈新潮クレスト・ブックス〉、2005年。ISBN 4-10-590049-8。
  - 『素数の音楽』 冨永星訳、新潮文庫、2013年。ISBN 978-4-10-218421-9。
- 『シンメトリーの地図帳』 冨永星訳、新潮社〈新潮クレスト・ブックス〉、2010年。ISBN 978-4-10-590081-6。
  - 『シンメトリーの地図帳』 冨永星訳、新潮文庫、2014年。ISBN 978-4-10-218422-6。
- 『数字の国のミステリー』 冨永星訳、新潮社、2012年。ISBN 978-4-10-506371-9。
  - 『数字の国のミステリー』 冨永星訳、新潮文庫、2016年。ISBN 978-4-10-218423-3。
- 『知の果てへの旅』 冨永星訳、新潮社〈新潮クレスト・ブックス〉、2018年。ISBN 978-4-10-590146-2。
- 『レンブラントの身震い』 冨永星訳、新潮社〈新潮クレスト・ブックス〉、2020年。ISBN 978-4-10-590169-1。
- 『数学が見つける近道』 冨永星訳、新潮社〈新潮クレスト・ブックス〉、2023年3月。ISBN 978-4-10-590187-5。